# Aeroperlas
Aeroperlas (Aerolíneas Islas de Las Perlas) fue una aerolínea regional con base en Ciudad de Panamá, Panamá que operó más de 50 vuelos diarios a 15 destinos nacionales, así como vuelos chárter. Operó servicios en el marco del Grupo TACA. Su base principal fue el Aeropuerto Internacional Marcos A. Gelabert, con un aeropuerto secundario en el Aeropuerto Internacional Enrique Malek en la ciudad de David, Provincia de Chiriquí. 

## Historia
La aerolínea fue creada e inicio sus operaciones en junio de 1970 como Aerolíneas Islas de las Perlas. Fue manejada por el gobierno desde 1976 hasta 1987, cuando se vendió a los propietarios privados. En 1996 AMR American Eagle Airlines compra el 20% de las acciones e introduce los aviones Shorts 360, además comenzó a tener vuelos internacionales a San José, Costa Rica. De acuerdo a Dan Garton, AMR compró las acciones para reubicar su flota de Shorts 360 en otra aerolínea. En 2002, fue adquirida por el Grupo TACA. 
Transportó a 110.979 pasajeros en 2010 y a 117.043 en 2011. En 2012, Grupo TACA y Aeroperlas anuncian el cierre de operaciones en Panamá, debido a las condiciones del mercado y la reestructuración de la empresa.
El 8 de junio de 2012, Rosemary J. Batista, directora internacional de comunicaciones y asuntos corporativos del grupo Avianca-TACA, informó que el proceso de evaluación que se tenía previsto para una definición sobre el tema de la aerolínea Aeroperlas ha llevado más tiempo de lo previsto, por tal razón, la empresa procedió a solicitar a las autoridades correspondientes un plazo adicional de 90 días más (tres meses), el cual fue autorizado el 31 de mayo de 2013.

## Antiguos destinos
Aeroperlas operaba los siguientes destinos:
| Destinos         | Aeropuertos                                 | Notas          |
| ---------------- | ------------------------------------------- | -------------- |
| Achutupu         | Aeropuerto de Achutupu                      |                |
| Bocas del Toro   | Aeropuerto Internacional José Ezequiel Hall |                |
| Changuinola      | Aeropuerto de Changuinola                   |                |
| Ciudad de Panamá | Aeropuerto Internacional de Tocumen         |                |
| Ciudad de Panamá | Aeropuerto Internacional Marcos A. Gelabert | HUB primario   |
| David            | Aeropuerto Internacional Enrique Malek      | HUB secundario |
| Isla Contadora   | Aeropuerto de Contadora                     |                |
| Jaqué            | Aeropuerto de Jaque                         |                |
| Mamitupu         | Aeropuerto de Mulatupu                      |                |
| Pedasí           | Aeropuerto Capitán Justiniano Montenegro    |                |
| Playón Chico     | Aeropuerto de Playón Chico                  |                |
| Puerto Obaldía   | Aeropuerto de Puerto Obaldía                |                |
| Puerto Piña      | Aeropuerto de Bahía Piña                    |                |
| Tubuala          | Aeropuerto de Tubualá                       |                |
| Ustupu           | Aeropuerto de Ustupu-Ogobsucum              |                |

## Flota histórica
La flota de Aeroperlas estuvo compuesta por las siguientes aeronaves:
| Avión                         | Total | Introducido | Retirado | Matrículas |
| ----------------------------- | ----- | ----------- | -------- | --- |
| ATR 42                        | 2     | 2007        | 2012     | HP-004APP y HP-1679APP |
| Beechcraft King Air 100       | 1     | 2009        | 2012     | HP-1336-APP |
| Beechcraft Modelo 99 Airliner | 2     | 1993        | 1995     | HP-1230AP y HP-1233AP |
| Britten-Norman BN-2 Islander  | 1     | 1993        | 1993     | HP-1494PS |
| Canadair CC-109 Cosmopolitan  | 2     | 2001        | 2006     | HP-1468 (re-reg. HP-1468APP) y HP-1445APP |
| Cessna 208 Caravan            | 10    | 1997        | 2006     | HP-1355APP, HP-1358APP, HP-1359APP, HP-1390APP, HP-1392APP, HP-1397APP, HP-1399APP, HP-1402APP, HP-1403APP, HP-1405APP y HP-1407APP                                                                           |
| Convair CV-440                | 3     | 2001        | 2006     | HP-1445APP, HP-1468APP y HP-1473APP |
| De Havilland Canadá DHC-6     | 15    | 1974        | 2008     | HP-730 (re-reg. HP-730APP), HP-747 (re-reg. HP-747APP), HP-759, HP-771, HP-1167APP, HP-1273APP, HP-1196AP, HP-1197AP, HP-1267APP, HP-1276APP, HP-1281APP, HP-1283APP, HP-1308APP, HP-1509APP, N187SA y N245GW |
| Embraer EMB 110 Bandeirante   | 4     | 1995        | 1997     | HP-1012APP, HP-1177APP, HP-1201APP y HP-931APP |
| GAF Nomad                     | 3     | 1979        | 1987     | PH-HAL, N4816C y N4812C |
| Short 360                     | 10    | 1996        | 2009     | HP-1251APP, HP-1257APP, HP-1280APP, HP-1315APP, HP-1317APP, HP-1318APP, HP-1319APP, HP-1326APP, HP-1403APP y HP-1404APP                                                                                       |

## Accidentes
- El 18 de abril de 1990 un De Havilland Canada DHC-6 Twin Otter, matrícula N187SA, le falló el motor 2, la nave entró en descenso dando vueltas, hasta que impacto el mar. Los 22 ocupantes (3 tripulantes y 19 pasajeros). 2 sobrevivientes en el accidente: un joven francés adolescente y una señora de nacionalidad Suiza.
- El 5 de julio de 1990, De Havilland Canada DHC-6 Twin Otter en vuelo hacia Colón fue secuestrado. Los secuestradores desviaron la nave hacia Colombia. La aeronave terminó en manos de la FARC y en agosto de 1990 fue destruida.
- El 17 de marzo de 2000 un De Havilland Canada DHC-6 Twin Otter, matrícula HP-1267APP con 2 tripulantes y 8 pasajeros se estrellaron. Salió del Aeropuerto Marcos A. Gelabert a las 08:46 con destino a Puerto Obaldia. La aeronave desapareció 20 minutos antes de llegar. En principio se sospechaba de un secuestro hacia Colombia, pero el 22 de marzo, un equipo de búsqueda a bordo del HP-1355 lo encontró a 12.5 nm de Puerto Obaldia a las 11:35. El siniestro se encontró a 2500 pies (762 m) de un cerro de 2790 pies (850,4 m); Todos fallecieron.
- El 9 de septiembre de 2000, un De Havilland Canada DHC-6 Twin Otter, matrícula HP-1276APP con 2 tripulantes y 19 pasajeros a bordo, sufrió daños al sobrepasar la pista de aterrizaje, colisionando contra un árbol. No hubo víctimas. Cabe destacar que la misma aeronave el 12 de junio de 2000 tuvo problemas con el motor llegando a Colón.
- El 16 de agosto de 2004, un Cessna 208B Grand Caravan, matrícula HP-1397APP con 2 tripulantes y 5 pasajeros a bordo, aterrizó de emergencia sobre una carretera en el área de Arraiján con problemas de motor, daño significante en la aeronave ya que colisionó contra un árbol. Todos sobrevivieron.
- El 16 de mayo de 2009, un De Havilland Canada DHC-6 Twin Otter, 2 tripulantes y 15 pasajeros a bordo, sufrieron daños al aterrizar en Carti, Kuna Yala; ya que la rueda derecha toco hierba y lodo, deslizándose afuera de la pista de aterrizaje. Daños visibles en la nave incluyendo el cono, todos sobrevivieron.